# Bonifácio IV de Monferrato
Bonifácio IV de Monferrato ou Bonifácio IV Paleólogo, em italiano Bonifacio IV Paleologo (21 de dezembro de 1512 – 6 de junho de 1530), foi um governante italiano, Marquês Soberano de Monferrato. Foi o único varão do casamento de Guilherme IX de Monferrato e de Ana de Alençon.

## Biografia
Bonifácio IV foi o penúltimo marquês de Monferrato pertencente à dinastia Paleóloga, sucedendo ao pai Guilherme IX em 1518, ficando sob a regência da mãe Ana de Alençon e do tio João Jorge Paleólogo. Em 1519 recebe a fidelidade dos filhos de Oddone de Incisa, herdeiros do marquesado omónimo que, assim, se submete ao Monferrato.
Durante o governo de Bonifácio o Monferrato é invadido por forças dos Sforza, que contestam a política pró-francesa da corte de Casale. Bonifácio IV estará até presente na Paz de Cambrai. Nos anos seguintes, há uma aproximação ao Império, a ponto de Carlos V contar com a sua presença mais vezes no seu séquito.
Em 1517 Guilherme IX concede a mão de sua filha mais velha, Maria Paleóloga, irmã de Bonifácio, a Frederico II Gonzaga, matrimónio que, posteriormente, será contestato pelos Gonzaga, que intercedem junto do Papa Clemente VII para que proceda ao seu cancelamento.
Bonifácio IV morre, logo de seguida, em consequência de uma queda dum cavalo, sem deixar descendência. Sucede-lhe seu tio João Jorge que, pela avançada idade, acaba por ter um governo relativamente curto.